# Callidula oceanitis
Callidula oceanitis es una polilla de la familia Callidulidae. Se encuentra en islas Schouten.

## Descripción
La longitud de las alas anteriores es de unos 16 mm. El color de fondo de las alas anteriores es negro-marrón con una gran mancha redondeada de color amarillo dorado. Las alas traseras también son de color marrón oscuro con una mancha de color amarillo dorado.